# Kugla glumište
Kugla glumište zagrebačka je kazališna skupina koja je djelovala sedamdesetih i osamdesetih godina 20. stoljeća kada je u prostorima Studentskog centra većinom okupljala studente zagrebačkog Filozofskog fakulteta. Službeno je osnovana 1975. godine promjenom imena Studentskog satiričnog glumišta u Kugla glumište. Poetiku Kugla glumišta obilježava prostorno istraživanje, karnevalizacija, multimedijalnost u izvedbi, prizivanje srednjovjekovnog kazališta, tematiziranje socijalnih problema te skupno osmišljavanje predstava. Njihov rad bio je predstavljen na amaterskim, ali i profesionalnim festivalima poput Dubrovačkih ljetnih igara. Nakon raspada skupine, pojedini „kuglaši“ poput Damira Bartola Indoša, Zlatka Burića i Zlatka Svibena u svom radu nastavljaju slijediti estetiku Kugla glumišta.

## Članovi
Neki od najznačajnijih članova bili su: Zlatko Burić, Željko Zorica Šiš, Damir Bartol Indoš, Dunja Koprolčec Burić, Zoran Šilović Šilo, Anica Vlašić, Naco Oster, Zlatko Sviben. Članovi Kugla glumišta nisu bili skloni apsolutnom definiranju njihove poetike i stvaranju skupnog identiteta. Upravo je brojnost i stalna promjena članova uzeta kao temelj njihovog definiranja. Za njih je bilo važnije povezivanje na temelju sličnih crta razmišljanja o životu i njegovim vrijednostima, a ne nužno na temelju preferencija u umjetničkom radu.

## Naziv skupine
Ime Kugla glumište potječe iz teksta Kocka i kugla francuskog kazališnog teoretičara Étiennea Souriaua. U tom tekstu autor pravi razliku između dva kazališta: jedno koje predstavlja kocku koja prikazuje fragment svijeta koji je publici dostupan na osjetilnoj razini te drugog koji u sebi sadrži energetsku jezgru, dok se svijet fikcije širi bezgranično, pa time i na publiku. U skladu s odabiranim imenom, Kugla glumište težila je probijanju barijere između izvođača i publike što se manifestiralo u čestom pozivanju publike na suradnju.

## Predstave
Tijekom svoga djelovanja kolektiv Kugla glumišta stvorio je i izveo čitav niz zapamćenih predstava od kojih su tek neke: 
- Noć vukodlaka ili 26 fantastičnih sati u životu svetog Ciprijana i svete Justine (1975.)
- Ljubav i pamćenje (1976.)
- Doček proljeća (1977.)
- Ubojstvo u lokalu (1977.)
- Mekani brodovi (1977.)
- Bijela soba (1978.)
- Zaboravljena lokomotiva (1978.)
- Priče o djevojci sa zlatnim ribicama i cirkusu Plava zvijezda (1979.)
- Posljednji sati gospodara ledenih strojeva (1979.)
- Ljetno popodne ili što se dogodilo s Vlastom Hršak (1980.)
- Akcija 16,00 (1981.)

## Opis nekoliko ključnih izvedbi

### Doček proljeća (1977.)
Predstava je izvedena u zagrebačkom naselju Travno. Kao najavu i «reklamu» za predstavu, skupina je izvela je Kugla-mimohod u pothodniku zagrebačkog Glavnog kolodvora te na tadašnjem Trgu Republike (Trg bana Josipa Jelačića). Radnja predstave mimohodom se zaustavila na livadi gdje je u nekoliko slika prikazana svakodnevica ljudi u gradu. Jedan od likova bila je djevojka koja se neprekidno presvlačila u drugu odjeću te istovremeno pjevušila pjesmu „You are my memory, you are my destiny“ muškarcu koji je udobno sjedio u fotelji i čitao novine. Tu je bio i sportaš koji je cijelo vrijeme trčao jednu te istu dionicu trkače staze pod vremenskim pritiskom, dva šahista, mladi zaljubljeni par u igri s perjem. Stalno ponavljanje prizora, prekinulo je spuštanje lastavice iz najvišeg dijela nebodera dok se istovremeno pojavila djevojka – proljeće koja je počela plesati. U plesnoj izvedbi su joj se potom pridružili svi sudionici predstave, dok se publici podijelilo cvijeće, ali i topli kruh i med.

### Ubojstvo u lokalu (1977.)
Akcija se dogodila 17. srpnja 1977. godine u 19 sati i 45 minuta u zagrebačkom lokalu Kod uspinjače. Inscenacija je bila dio programa akcije Muzičkoga salona SC - Umjetnost na ulici. 

### Mekani brodovi (1977.)
Strukturu predstave sačinjava prolog i šest slika (Nepomične stvari, Žena s prstenom od malahita, Kako je Ivan bio u cirkusu, Svijet maski, Im Wunderschönen Monat Mai, Bijela slika). Mjesto izvedbe bila je Unska ulica te livada nasuprot Filozofskog fakulteta. Prva slika izvedena je u Unskoj ulici u jednoj tipičnoj radničkoj kući. Radnja započinje tako što se kondukter Zagrebačkog električnog tramvaja Ivan Kincig biciklom vraća s posla. On ruča sa svojom ženom i sinom Silvijom, a zatim izlazi iz kuće nacijepati drva. Njegovu radnju prekida glazba Kugla – benda te započinje prikaz njegovog toka svijesti. U tom trenutku iz kuće izlazi dama u crnom kostimu te pod transom dolazi do uključene betonske miješalice i u nju baca osakaćene udove dječjih lutaka. Ona nestane, glazba se stišava, a Ivan Kincig poklanja ružu susjedi koja ulazi u njegovu kuću. Zatim se javlja glazba i Žena s ružom izlazi u ljubičastoj prozirnoj toaleti i zavodnički pleše dok ne nestane s mjesta izvedbe. Pojavom dima i dobrodušnog zelenog guštera, ali i promjenom ritma glazbe, Ivan i njegov sin napuštaju mjesto poprište zadaha kelja te zajedno s publikom dolaze do druge slike. Žena u Ženi s prstenom od malahita mu prijeti bičem, ali se Ivan uspješno odupire jednako kao i nesretnoj umjetnici u Kako je Ivan bio u cirkusu. Zadnjom slikom Bijela maska publika s izvođačima dolazi do livade nasuprot Filozofskog fakulteta gdje za kraj izvedbe Bijela plesačica pleše svoj zadnji ples i gdje se pale Kugla – vatre. Predstava je izvedena u sklopu Međunarodnog festivala studentskog kazališta Dani mladog teatra.

### Zaboravljena lokomotiva (1978.)
Izvedba se odvila točno u podne 24. prosinca u zagrebačkom Zapruđu u suradnji s Centrom za multimedijska istraživanja zagrebačkoga SC-a. Kako i sam naslov sugerira, mjesto izvedbe bila je zapuštena lokomotiva na kojoj se smjestio Kugla – orkestar. On je glazbeno pratio akrobatsko izvođenje artistice odjevene u plavi kostim, razigrano kretanje Kugla – plesačica, tango plesnih parova u kaputima na kojima su bila sašivena stakalca. Istovremeno je step plesač izvodio svoju točku na bijelom klaviru smještenom ispred lokomotive. Ovom se izvedbom tematizirao život u gradskom području koje je zanemarilo zbrinjavanje okoliša.

### Ljetno popodne ili što se dogodilo s Vlastom Hršak (1980.)
Predstava je izvedena na Dubrovačkim ljetnim igrama u suradnji s kazališnom skupinom Coccolemocco. Izvedba je započela u parku Gradac da bi se završila u uvali podno Lovrijenca. Predstavi su prethodili Kugla-mimohodi na dubrovačkom Stradunu. S obzirom na to da je radnja predstave smještena u Slavoniju, izvođači su odlučili Stradun pretvoriti u slavonsko selo sa svim rekvizitima od peradi, živadi, prividnim dućanom slavonskog tekstila ili konzumacijom šljivovice.

## Estetika rada
Materijale za rad skupina je nalazila u priprostim životnim činjenicama, popularnoj kulturi, umjetnosti i društvenoj svakodnevici, poput vijesti iz novina. Stvaralački proces počinjao je aktivnostima poput istraživanja teorijskog materijala ili ideološkom raspravom na neku temu nakon čega se prelazilo na kreativnu fazu (npr. stvaranje rekvizita). Kako će predstava na kraju izgledati, ovisilo je o prijedlozima i suglasnosti cijele skupine. Probama se tijekom stvaranja nije posvećivalo mnogo vremena. Razlog takvoj odluci je pokušaj izbjegavanja konvencionalnog formata predstave u kojoj se jedan član skupine može u potpunosti osloniti na drugog člana.

## Mimohod
Nakon skupnog osmišljavanja predstave, članovi Kugla glumišta ulazili su u međufazu izvedbe, a to je faza mimohoda koja je prakticirana od predstave Doček proljeća. Svrha postupka bila je najavljivanje predstave za obične prolaznike koji su se tada našli na zagrebačkim ulicama. Mimohod je bio sastavljen od kostimiranih izvođača koji su bili predvođeni Kugla bendom. Put mimohoda sastojao se od lokacija na kojima je planirana izvedba buduće predstave. U drugom slučaju, mimohod je bio dio predstave koja je strukturom podsjećala na srednjovjekovna crkvena prikazanja. Takva izvedba se tad sastojala od pomicanja publike s jednom mjesta prikaza radnje, tj. slike do drugog mjesta.

## Prostor izvedbe
Prostor izvedbe Kugla glumišta u većini slučajeva je bio vanjski prostor koji je pružao veće mogućnosti izražavanja vlastitih principa izvođača. On je ujedno bio čest prostor pokusa što je kasnije dolazio kao prostor izvedbe. Sadržaj predstave se tako utiskivao u sam prostor pa čak i kada je skupina bila na gostovanjima u drugim gradovima poput Beograda gdje je jednako tako tražila idealno mjesto za izvedbu. Prostor izvođenja često je bio urbanog karaktera, poput neboderskih predgrađa, radničkih naselja ili trgova, ali i prirodnog poput Bundeka i Ade Ciganlije u Beogradu. Kugla glumišta je upravo te prostore preobratila i dala im nova značenja. Tako se na primjer u predstavi Doček proljeća livada među neboderima pretvara u mjesto slavlja.

## Kugla bend
Uz kazališni korpus, Kugla glumište okupljala je i skupinu glazbenika nazvanog Kugla bend čiji je voditelj (tijekom djelovanja izmijenila su se tri voditelja: Zoran Šilović, Igor Šuljić i Goran Šuljić) bio prva poveznica s kazališnim članovima. Oni su bili prisutni tijekom cijelog procesa stvaranja predstave, ali su uz podupiranje njihovog kazališnog sklopa ideja, mogli opstati i izvan njega.